# 群 (電視劇)
《群》（德語：Der Schwarm），是一部德國末日幻想科幻電視劇，改編自法蘭克·薛慶的同名小說，講述人類與在海底出現的神秘智慧生物對抗的故事，由芭芭拉·艾達、菲利普·史托徹和盧克·沃森執導，西西莉·迪·法蘭斯、亞歷山大·卡里姆、萊奧妮·貝內施和約書亞·奧吉克主演，並有來自多個國家的演員客串參演，包括美國的羅莎貝爾·勞倫提·塞勒斯、芬蘭的克里斯塔·科索寧和日本的木村拓哉。
該劇第一季的預算為四千萬歐元，是德國史上製作費用最高的劇集。該劇的首三集於2023年2月19日在第73屆柏林影展上首播，並於同年3月1日在德國電視二台正式公映。該劇的整體評價褒貶不一，雖然選材、特效和演員的演出表現備受讚譽，但遭到包括原著小說作者薛慶在內的批評，指該劇過份修改原作的劇情和角色設定，以及扭曲了原作的主題。

## 劇情背景
故事講述全球五大洲的海洋生物都陸續出現了一些反常事件，例如温馴的鯨魚突然襲擊人類，令科學家懷疑大自然是在報復人類，並試圖尋找生態失常的原因和應對方案。

## 演員

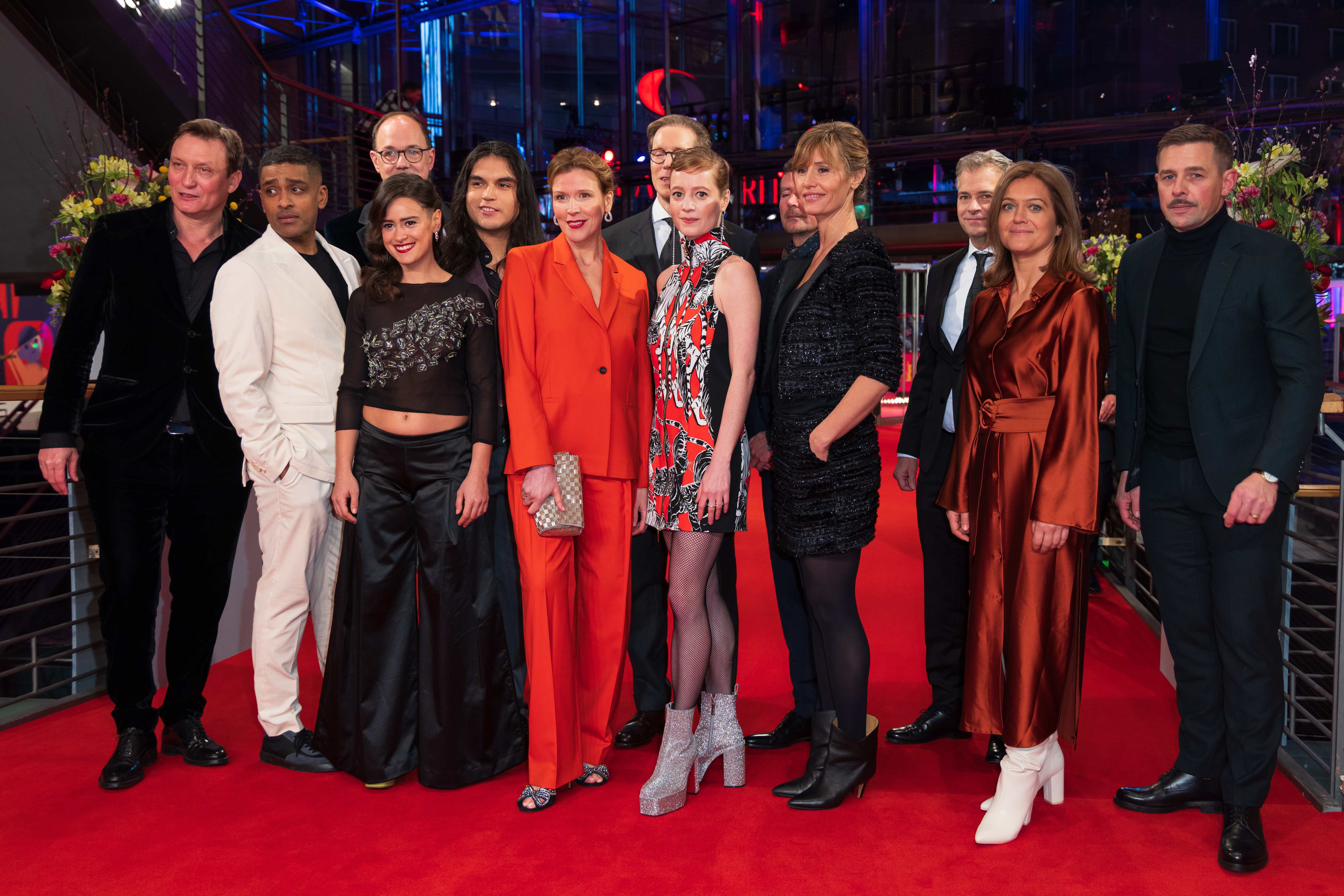
《群》的主演演員出席第73屆柏林影展

### 主演
- 西西莉·迪·法蘭斯 飾演 塞西爾·羅什醫生（Dr. Cécile Roche）：法國分子生物學醫生，發現了龍蝦帶有的創傷弧菌，後加入與伊爾接觸的考察團[5]。
- 亞歷山大·卡里姆（英语：Alexander Karim） 飾演 西谷·約翰遜博士（Dr. Sigur Johanson）：知名海洋生物學學者和大學教授，受「霍夫斯塔德能源公司」委託在挪威海進行環境評估，並發現了新型冰蟲，後加入與伊爾接觸的考察團[5]。
- 萊奧妮·貝內施 飾演 查理·瓦格納（Charlie Wagner）：德國海洋生物學博士生，被派往斯考島（英语：Skaw, Unst）的考測站進行數據偵測，後加入與伊爾接觸的考察團[5]。
- 約書亞·奧吉克（英语：Joshua Odjick） 飾演 李奧·安納瓦克（Leon Anawak）：加拿大鯨類學家，海事生物研究所研究人員，發現虎鯨和貽貝的異常動態，後加入與伊爾接觸的考察團[5]。

### 常設
- 木村拓哉 飾演 三船愛斗（Aito Mifune）：日本商人和慈善家，亞洲石油開採公司「三船企業」總裁，後資助與伊爾接觸的考察團[5]。
- 克里斯塔·科索寧 飾演 提娜·倫德（Tina Lund）：海洋生物學家、「霍夫斯塔德能源公司」高層，曾與西谷在研究所共事[5]。
- 羅莎貝爾·勞倫提·塞勒斯 飾演 艾麗西婭·戴拉維（Alicia Delaware）：海事生物研究所數據分析員，李奧的好友和同事，後加入與伊爾接觸的考察團[5]。
- 巴巴拉·蘇科瓦（英语：Barbara Sukowa） 飾演 凱瑟琳娜·萊曼教授（Prof. Katharina Lehmann）：海洋生物學者、查理的指導教授，於基爾亥姆霍茲海洋研究中心進行研究[5]。
- 奧利維·麥蘇希（英语：Oliver Masucci） 飾演 賈斯帕·阿爾班船長（Captain Jasper Alban）：「霍夫斯塔德能源公司」旗下勘探船「索瓦爾松號」（Thorvaldson）的船長，西谷和提娜的舊識[5]。
- 克拉斯·海佛-烏諾夫（英语：Klaas Heufer-Umlauf） 飾演 路德·羅斯科維茨（Luther Roscovitz）：「索瓦爾松號」的船員和潛水專家[5]。
- 莉迪亞·威爾遜 飾演 薩拉·湯普森（Sara Thompson）：「三船企業」高層，三船愛斗的親信[6]。
- 平岳大 飾演 佐藤陸（Riku Sato）：「三船企業」高層，三船愛斗的親信，為他打理基金會[7]。
- 莎朗·鄧肯-布儒斯特（英语：Sharon Duncan-Brewster） 飾演 薩曼莎·克勞（Samantha Crowe）：天體物理學家、前太空人，後加入與伊爾接觸的考察團[5]。

### 客串
- 艾丁·賈拉里（德语：Eidin Jalali） 飾演 拉希姆·阿米爾（Rahim Amir）：查理的好友和同學，萊曼教授的學生[5]。
- 安德莉亞·郭（Andrea Guo） 飾演 傑西（Jess）：查理的好友和同學，萊曼教授的學生，因乘坐的科考船朱諾號（Juno）被伊爾攻擊而沉沒身亡[8]。
- 杜特奇·約翰遜（Dutch Johnson） 飾演 傑克·「灰狼」·歐班儂（Jack "Greywolf" O'Bannon）：海事生物研究所研究人員，李奧的同事，曾為美國海軍海豚訓練員，因私下將在伊拉克戰爭中用作清除地雷的海豚放生而被開除軍籍[9]。
- 大衛·沃姆韋格（David Vormweg） 飾演 托馬斯（Tomas）：基爾亥姆霍茲海洋研究中心研究人員，萊曼教授的同事，為查理維修損壞的監測器[9]。
- 傑克·格林利斯（英语：Jack Greenlees） 飾演 道格拉斯·麥金農（Douglas MacKinnon）：漁夫，在設德蘭酒吧跟查理搭訕，後與她成為情侶[9]。
- 卡麗·科比特（英语：Kari Corbett） 飾演 愛奧那（Iona）：設德蘭酒吧的酒保[10]。
- 伊莉莎白·金尼爾（Elizabeth Kinnear） 飾演 麗茲（Lizzie）：李奧的女友，觀光船導遊[9]。
- 雅柏·貝露琪 飾演 伊莎貝爾·羅什（Isabelle Roche）：塞西爾的女兒[6]。
- 傑拉德·基德（英语：Gerald Kyd） 飾演 邁克爾·羅什（Michael Roche）：塞西爾的丈夫，長年於布魯塞爾工作[10]。
- 伊娃·羅斯（英语：Eva Röse） 飾演 艾麗卡·斯考根（Erika Skaugen）：於挪威油田開採的「霍夫斯塔德能源公司」（Hovedstad Energy）總裁[10]。
- 魯恩·坦迪 飾演 阿倫·斯通（Aaren Stone）：「霍夫斯塔德能源公司」員工，艾麗卡的下屬[10]。
- 山内春彦 飾演 中村船長（Captain Nakumura）：駕駛由東京開往温哥華的貨輪船長[10]。
- 金·穆薩（Kim Mousa） 飾演 梅蘇利（Mesuli）：「索瓦爾松號」的尼日利亞裔大副[10]。
- 克勞迪婭·朱爾特（Claudia Jurt） 飾演 娜塔莉亞·奧利維埃拉博士（Dr. Natalia Oliviera）：海事生物研究所主管，李奥的上司[9]。
- 法蘭西絲卡·懷茲（英语：Franziska Weisz） 飾演 索菲亞·格拉內利醫生（Dr. Sophia Granelli）：外科醫生，塞西爾的同事，與她一同發現龍蝦帶有的創傷弧菌[8]。
- 大衛·麥金（英语：David Menkin） 飾演 斯蒂芬·皮克（Stephen Peak）：國際保護海洋議會委員[10]。
- 理查德·烏爾薩特（英语：Richard Ulfsäter） 飾演 卡雷（Kåre）：提娜的前男友，於海邊經營餐廳[10]。

## 集數
| 集數 | 標題    | 譯名   | 導演          | 編劇                                                                              | 上線日期      |
| --- | ------- | ------ | ------------- | --------------------------------------------------------------------------------- | ------------- |
| 1 | Folge 1 | 第一集 | 盧克·沃森（Luke Watson） | 法蘭克·薛慶、史蒂文·拉利（Steven Lally）、瑪麗莎·雷斯垂德（Marissa Lestrade）、邁克爾·A·沃克、克里斯·隆特（Chris Lunt） | 2023年2月22日 |
| 在加拿大温哥華，一條虎鯨被發現在岸邊死去，身上佈滿傷痕。海事生物研究所研究員李奧和傑克詢問附近漁民，一名漁夫告訴二人本應温馴的虎鯨昨日突然襲擊漁船，漁夫逼於無奈才將牠殺死，並向二人展示被虎鯨撞擊得面目全非的船隻。因得罪指導教授萊曼而被派到蘇格蘭斯考島的考測站獨自進行數據偵測工作的海洋生物學博士生查理發現一台監測器因隔熱層損毀而失靈。孤獨的查理當夜到鄰近群島設德蘭的酒吧買醉，並認識了漁夫道格拉斯，隨即發展成情侶。維修好監測器後，查理準備出海將監測器放回海中，道格拉斯以獨自出海不安全為由與她一同出發。二人雖然順利重置監測器，卻發現海上漂浮著大量可燃冰，驚訝的查理立刻將該情境錄下並傳回研究總部。任職導遊的李奧女友不顧李奧的勸阻，堅持帶團出海。偵測到不少虎鯨正向海岸線靠近的李奧立即駕駛快艇出海，女友乘坐的觀光船卻已被虎鯨襲擊沉沒，而李奧親眼目睹一條虎鯨咬著女友，將她拖到海底。 |         |        |               |                                                                                   |               |
| 2 | Folge 2 | 第二集 | 盧克·沃森     | 法蘭克·薛慶、史蒂文·拉利、瑪麗莎·雷斯垂德、邁克爾·A·沃克、克里斯·隆特             | 2023年2月22日 |
| 在法國聖讓德呂茲的一所高級餐廳，一隻龍蝦在被宰殺前往主廚身上噴出白色液體，學徒隨後將該龍蝦棄置在鋅盆內。主廚之後被發現身亡，而有處理過該龍蝦的學徒和副廚亦相繼死亡，引起市醫院的分子生物學醫生塞西爾的注意。在挪威海，受「霍夫斯塔德能源公司」委託的教授西谷登上勘探船，現為該公司工作的前研究所同事提娜和船長賈斯帕指他們幾天前在海底發現一些冰蟲聚集，並一度干擾船隻的探測器。西谷在解剖冰蟲後，發現牠們擁有異常龐大的鋸狀牙齒，而且繁殖速度也快於所有已知物種。於是西谷前往基爾亥姆霍茲海洋研究中心請萊曼教授作進一步研究。萊曼確認牠們是一種新物種，而且發現牠們會一直往冰層鑽探直至窒息，萊曼和西谷也無法解釋這種自毀行為。西谷知會「霍夫斯塔德」高層，但高層僅對這種新物種出現有可能會導致整個片油田被劃分成受保護海域而感到擔憂，並著西谷加快調查。最後，查理的同事兼好友乘坐的科考船在經過一陣晃動後被海洋吞噬。 |         |        |               |                                                                                   |               |
| 3 | Folge 3 | 第三集 | 芭芭拉·艾達   | 法蘭克·薛慶、史蒂文·拉利、瑪麗莎·雷斯垂德、邁克爾·A·沃克、克里斯·隆特             | 2023年2月22日 |
| 得知好友身亡的查理非常難過，並回到基爾參與調查科考船的沉沒原因。同時，萊曼和塞西爾分別發現冰蟲和龍蝦體內的細胞都會在接觸到人體血液時變得敏感和產生毒素。而隨著聖讓德呂茲有愈來愈多人突然病發死亡，塞西爾回想起先前餐廳職員指學徒一度將龍蝦放進鋅盆，意識到該致命細菌已從城市的供水系統蔓延。她連忙通知同事，並將子女送到布魯塞爾暫避。西谷在不便出面的提娜要求下前往日內瓦，將在挪威海發現冰蟲的報告交給亞洲石油開採公司「三船企業」的高層佐藤，但佐藤並無正面回應西谷詢問他們企業的船隻是否也遇上了異常情況。佐藤隨後向總裁三船匯報，揭示他們公司其實也在印度洋發現了類似的冰蟲。西谷隨後與提娜見面並發生關係。李奧在計算出鯨魚的聚集位置後親自跳進海中調查，並在鯨魚身上貼上攝影機。他在上岸後與團隊一同觀看攝影機中的實時畫面，同時查理和萊曼等研究人員也取得了水底機械人所拍攝的錄像，兩群研究人員也看到在海底中出現了一些異常的銀色光團。 |         |        |               |                                                                                   |               |
| 4 | Folge 4 | 第四集 | 芭芭拉·艾達   | 法蘭克·薛慶、史蒂文·拉利、瑪麗莎·雷斯垂德、邁克爾·A·沃克、克里斯·隆特             | 2023年3月1日  |
| 仍未能接受好友離世的查理獲同事拉希姆和萊曼開解，萊曼亦讓查理調回基爾，查理遂返回斯考島收拾行裝。塞西爾將感染情況匯報給法國政府，但政客們認為封控措施不利選舉而愛理不理。西谷回到勘探船，打算再度研究冰蟲，卻發現冰蟲已經全部死光。憤怒的西谷與提娜對質，指出「霍夫斯塔德」的許可證只適用於鋪石油和天然氣管道，不包括挖掘海床。他隨後找上萊曼，但萊曼坦言就算西谷告發「霍夫斯塔德」，他們能辯稱只是為鋪管道進行挖掘測試，最多也只會派人背黑鍋，而代罪羔羊很可能是提娜。李奧透過貨運碼頭負責人聯絡佐藤，告訴他先前「三船企業」旗下貨輪粘上的貽貝很有可能是存在於東京海域。佐藤認為他的研究對公司有利，於是便讓李奧在有新進度後通知他。李奧認為銀色光團是令眾多異常事件發生的關鍵，於是要同事艾麗西婭幫忙聯絡先前巧遇的天體物理學家薩曼莎。最後，查理在觀看好友出事前的錄像時注意到船艙窗外有著銀色光團的倒影，而將影片的聲頻調高後傳出與先前水底機械人錄到的怪聲一樣。 |         |        |               |                                                                                   |               |
| 5 | Folge 5 | 第五集 | 芭芭拉·艾達   | 法蘭克·薛慶、史蒂文·拉利、瑪麗莎·雷斯垂德、邁克爾·A·沃克、克里斯·隆特             | 2023年3月1日  |
| 查理將她所聽到的怪聲報告給萊曼和西谷，並推斷理應處於沉睡狀態的海底熱泉已經甦醒，產生出能吞噬船隻的水流。萊曼斷言這個推測並不合理，命令查理立刻收拾行裝離開斯考島。西谷對萊曼的失態感到好奇，隨後得知她其實是認為自己害死了學生而內疚。西谷開解萊曼後，萊曼決定認真研究查理整理的數據。「三船企業」懷疑冰蟲和貽貝的出現是有共同原因，佐藤遂將李奧的聯絡方式傳給西谷。西谷和李奧都樂意合作並互相分享研究成果，其中西谷在看到鯨魚群附近同樣出現了銀色光團的錄像後大為震驚。提娜來到西谷家中，告訴他自己在得知「霍夫斯塔德」的惡行後已經辭職，西谷對之前誤以為她與能源公司同流合污而道歉，並試圖挽留她但不果。他隨後前往斯考島與查理會面，並為她帶來了新的水底機械人。然而，就在西谷登上直升機準備回程時，萊曼致電通知他一個巨型海嘯正在形成。西谷連忙將離開不遠的查理拉上直升機，但已經駕車遠去的查理男友則被淹沒在海嘯中。同時，原本打算到海邊餐廳跟前男友道別的提娜同樣遇上海嘯，最終在留下給西谷的電話錄音後被海嘯吞噬。 |         |        |               |                                                                                   |               |
| 6 | Folge 6 | 第六集 | 芭芭拉·艾達   | 法蘭克·薛慶、史蒂文·拉利、瑪麗莎·雷斯垂德、邁克爾·A·沃克、克里斯·隆特             | 2023年3月1日  |
| 西谷聽了提娜向他坦白愛意的錄音後非常自責，窩在酒店時看到塞西爾在國際保護海洋議會提出目前海洋生物體內都存有一種新型的創傷弧菌，並將會污染地球上的所有水源。西谷同意塞西爾的觀點，遂與她聯絡，向她提出海上生物並非隨機而是具襲擊性地故意散播弧菌的假設，並邀請塞西爾與他和李奧在基爾碰面。西谷帶著查理和拉希姆與塞西爾和李奧會合，西谷向查理坦言自己其實並未將假設告訴思想保守的萊曼。會上，眾人輪流匯報研究結果，所有證據都指向大自然近來所有違反理論的現象都是有關聯和具有攻擊性，但萊曼仍堅持否定他們的假設，認為不能推翻既定的科學基礎。餘下幾人隨後出席保護海洋議會的聽證會，西谷提出所有威脅都是由未知的智慧生物所操控的假設，並將之命名為「伊爾」（Yrr）。他要求與伊爾嘗試接觸，卻遭到否決。不過，三船卻同意西谷等人的研究結果，並願意私下出錢資助他們。艾麗西婭和薩曼莎加入團隊，其中薩曼莎經過多番比對，確認伊爾的聲音曾出現在北冰洋。眾人遂計劃出發到當地與伊爾交流，並回家與家人道別。三船的親信佐藤和薩拉亦隨眾人出行，但拉希姆因有家人要照顧而決定退隊。最後，眾人乘坐由賈斯帕指揮的勘探船出發。 |         |        |               |                                                                                   |               |
| 7 | Folge 7 | 第七集 | 菲利普·史托徹 | 法蘭克·薛慶、史蒂文·拉利、瑪麗莎·雷斯垂德、邁克爾·A·沃克、克里斯·隆特             | 2023年3月8日  |
| 三船要求眾人將整個考察過程錄下並實時上傳至雲端，避免科考船沉沒而丟失研究數據，喜歡攝影的艾麗西婭遂自薦負責此工作，而船上的其他人亦積極籌備與伊爾接觸的計劃。當勘探船駛近北冰洋時，船上的探測器亦與之前遇到冰蟲時一樣受到干擾，李奥和薩曼莎遂將之前收集到的聲音夾雜嬰兒的哭聲以相同頻率向海底發射，作為向伊爾示好的象徵。同時，查理和潛水專家路德一同乘坐潛水器向海底進發。賈斯帕透過雷達發現了一個光團，李奥亦接收到由伊爾傳回來的一段奇怪聲頻。西谷要求潛水器立即折發，但查理堅持繼續前進，隨即與勘探船失聯。路德見狀連忙掉頭駛回勘探船，就在潛水器完全進入船艙一刻，查理瞄到一個光團正在靠近。眾人開始分析伊爾傳來的聲頻，薩曼莎在將聲波拉長後，發現聲波圖像形成了一幅人類演化圖。艾麗西婭到底層船艙訪問路德，路德坦言其實他並不相信科學家們的假設後離開。然而，艾麗西婭隨後在排水艙看到了銀色的光團。船隻隨即斷電，恢復供電後艾麗西婭被發現倒臥在排水艙中。塞西爾急忙為她搶救，雖然無生命危險，但她身上出現類似血凝块的紅斑，被認為是全身神經受到嚴重創傷。三船指他會派人將艾麗西婭送到陸上的醫院治療，並重申他會繼續資助考察，但眾人仍對未知威脅非常擔心。最後，查理猜到伊爾可能是跟隨潛水器進入了船艙，遂到排水艙查看，發現化成了鯨魚形狀的銀色光團。 |         |        |               |                                                                                   |               |
| 8 | Folge 8 | 第八集 | 菲利普·史托徹 | 法蘭克·薛慶、史蒂文·拉利、瑪麗莎·雷斯垂德、邁克爾·A·沃克、克里斯·隆特             | 2023年3月8日  |
| 三船親自乘坐直升機到勘探船與眾人會面，而路德對自己留下艾麗西婭獨自一人在排水艙感到內疚。三船告訴賈斯帕伊爾剛才在大西洋製造海嘯，目前淹沒了整個西非海岸線，包括勘探船大副的家鄉。船員將伊爾從排水艙撈起，塞西爾在研究時意外發現在急救流程常用的氯胺酮能將它殺死。三船和賈斯帕都認為他們應該以此發現為籌碼與伊爾談判，證明他們有殺死他們的能力，其他人均認為伊爾已經釋出善意，應該先嘗試溝通，但最終三船成功說服眾人。塞西爾和路德遂將氯胺酮注入排水艙，然而伊爾突然急促膨脹，又發出一種刺耳的聲音，破壞了船上的所有設備，路德也在過程中被殺死。伊爾遂將勘探船推往附近的冰山，打算將船隻撞毀。西谷認為他們必須向伊爾傳達友好訊息，但音波通訊設備已經被破壞。於是他提出將伊爾注入路德的屍體內，讓伊爾與他的細胞合而為一，令伊爾與人類產生連結。這時，船隻已經撞上冰山，船員們先行乘坐直升機撤離，科學家和三船則繼續執行計劃。查理親自駕駛潛水器，帶著路德的屍體進入伊爾內，但她在準備放出路德屍體時想到由於路德已經死去一段時間，伊爾未必能與他的細胞進行融合，因此在眾人的極力反對下仍將伊爾注射到自己的身體內，並用最後一口氣將自己排出潛水器。伊爾先環繞著已經斷氣的查理，隨後將船隻移離冰山並散開。最後，查理在岸邊醒來，睜開了藍色的眼睛。               |         |        |               |                                                                                   |               |

## 製作

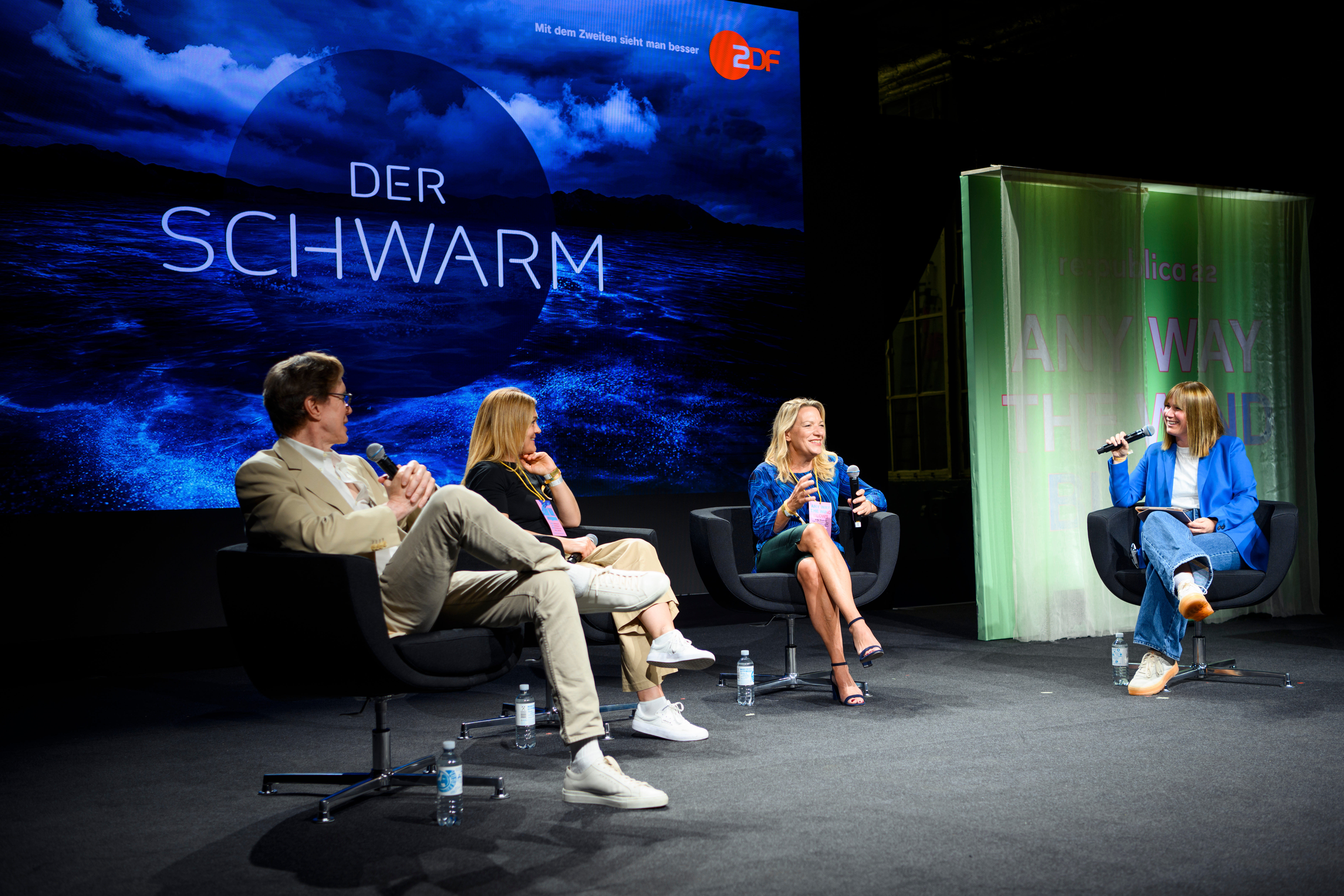
該劇的編劇弗蘭克·杜爾格（左一）、顧問安緹傑·波蒂烏斯（左二）和導演芭芭拉·艾達（右二）出席2022年的re:publica

### 開發
2007年，鄔瑪·舒曼宣佈購下由法蘭克·薛慶創作的科幻小說《群》的改編權，計劃將該小說翻拍成電影，由她和泰德·塔利編劇，但該計劃最終無疾而終。2018年8月，德國電視二台宣佈將《群》改編成一部八集電視劇，由弗蘭克·杜爾格（Frank Doelger）主創，他新創辦的Intaglio Films開發，薛慶和艾瑞克·韋伯斯（Eric Welbers）擔任執行製作人，預計於翌年開始製作。2019年4月，杜爾格在MIPTV 媒體市場上宣佈正式製作該劇，並透露該劇是由歐洲和美國公司斥資開發，將會成為德國史上預算最高的劇集。同月，亞倫·泰勒宣佈將會執導部份集數，但他最終並無參與製作。2020年2月，馬克·胡范宣佈出任製作人。同年5月，Beta Film宣佈共同開發該劇，而拍攝將會延期至2021年進行。同年11月，該劇獲得北歐發展基金（Nordic Development Fund）資助一百萬歐元。2021年6月，該劇在開拍的同時宣佈由芭芭拉·艾達、菲利普·史托徹和盧克·沃森（Luke Watson）執導，史蒂文·拉利（Steven Lally）、瑪麗莎·雷斯垂德（Marissa Lestrade）、克里斯·隆特（Chris Lunt）和邁克爾·A·沃克編劇；義大利廣播電視公司、法國電視台、Viaplay Group、Movistar、奧地利廣播集團、瑞士德語廣播電視和Hulu日本宣佈將會共同開發該劇，並連同Beta Film一同成立了名為「群電視製作」（Schwarm TV Production）的合資公司處理製作和海外發行事務。達莎·道恩豪爾亦確認為該劇配樂，而阿爾弗雷德·魏格納研究所研究員安緹傑·波蒂烏斯和南安普敦大學海洋生態學教授喬恩·科普利（Jon Copley）為該劇擔任顧問。德國電視二台亦為該劇另外拍攝了兩部相關的紀錄片，為觀眾提供更多關於海洋生態和科學考察工作的資訊。由於薛慶與創作團隊出現創意分歧，他在拍攝初期退出劇組，後在該劇播映後曾多次在訪問中作出批評。2022年6月，該劇釋出前導預告，並宣佈將會於2023年首播。該劇的總預算為四千萬歐元，打破了《巴比倫柏林》創下的紀錄，成為德國史上製作費用最高的劇集。
2021年2月，薛慶曾在與《滾石》的訪問中指該劇預計會有四季三十二集。2023年3月，導演芭芭拉·艾達指創作團隊已經有關於第二季的初步構思，但要視乎第一季的收視率和收支狀況才會決定是否開拍後續季數。

### 構想與劇本
該劇的節目統籌弗蘭克·杜爾格坦言他在德國電視二台與他洽談前對《群》一無所知，在閱讀後雖然覺得小說中大自然報復人類的劇情很有先見之明，但同時認為該小說厚達九百頁的篇幅和大量涉及科學的專業設定和術語不利於改編成影視作品。不過，他仍被小說精彩的前設所吸引，最終決定參與製作，並對劇情和角色作出大幅度的修改，為該劇增加深度和獨特性。杜爾格亦將該劇與他有份參與製作的《權力的遊戲》作比較，形容兩作都是在引人注目和由角色主導的劇情上分別加入科幻和奇幻元素。杜爾格隨後邀請了與他一同製作《權力的遊戲》的馬克·胡范加入創作團隊，胡范認為現今多數作品所描述的威脅都是來自外太空，以海洋未知生物為主題的作品較為罕見，而且對該劇的環保題材很感興趣，因此答應參與製作。杜爾格亦與眾開發商洽談，得出一個共同的出發點作為該劇的主旨。杜爾格認為對自然生態而言，人類才是具威脅性的怪物，因此他希望將該劇設計成一部怪獸片，劇中主角僅知道外面有未知的怪物，並在調查過程中一直被暗示其實怪物就是人類自身。同時，他亦打算透過劇中對大自然的重新想像，喚起觀眾對環保議題的關注，且明白到若果海洋被持續污染，人類也岌岌可危。此外，杜爾格期望透過重新設計角色背景和起用來自世界各地的演員，反映科學界在近年已經變得非常多元，甚至是薛慶撰寫原著小說時無法想像的情境。薛慶亦有類似看法，認為在改編該劇時應該加入現代元素，並以年輕一代的性命、恐懼和希望為重點。為了簡化故事劇情和加入更多角色描寫，杜爾格提出減少原著中佔有不少篇幅的科學背景和設定，不過劇中仍加入了不少以後製特效呈現的自然現象，該劇的科學顧問安緹傑·波蒂烏斯指這些現象有很多都是真實的，例如鯨魚在現實中確實能合作捕獵。波蒂烏斯參與了創作團隊在籌拍階段的會議，以及親自監督在布魯塞爾的拍攝，為劇組提供與海底研究相關的專業知識，並確保劇中的水底鏡頭能夠如實呈現。她亦提到現實中的自然災害的確愈漸增多，與劇中來自海洋的報復相似，因此希望該劇能令觀眾明白實現氣候目標的重要性，以及帶出人類應該於大自然和諧共處的訊息。

### 選角
2021年6月，萊奧妮·貝內施宣佈參演，貝內施指她在十四歲時曾讀過原著小說，在接到角色後再看了一遍來深入研究小說內容，她坦言查理·瓦格納一角不論在知識領域或性格都與她本人相差很大。同月，法國的西西莉·迪·法蘭斯、英國的莎朗·鄧肯-布儒斯特、傑克·格林利斯、莉迪亞·威爾遜、芬蘭的克里斯塔·科索寧、瑞典的亞歷山大·卡里姆、德國的巴巴拉·蘇科瓦、艾丁·賈拉里、日本的木村拓哉、平岳大、美國的羅莎貝爾·勞倫提·塞勒斯、杜特奇·約翰遜（Dutch Johnson）和加拿大的約書亞·奧吉克宣佈加入演員陣容。為了突顯科學界的多元性，劇組特意邀請了來自世界各地的演員參與演出，而所有參演的外籍演員都是由曾參與製作英美合拍歷史劇集《王冠》的選角導演羅伯特·斯特恩（[Robert Sterne] 错误：{{Lang}}：無法辨識代碼 eb（帮助））親自挑選。編劇杜爾格指他對能與來自世界各地的演員合作感到榮幸，並坦言劇組礙於成本問題其實已放棄邀請很多有意合作的演員。亞歷山大·卡里姆指他得知該劇是由曾製作《權力的遊戲》的弗蘭克·杜爾格編劇時便立即同意參演，而他認為雖然原著中的西格·約翰遜是德國人，但自己的膚色不會影響他的演出，更能證明外表和身份對創造美好世界而言並不重要。克里斯塔·科索寧則是原著小說芬蘭語有聲書版本的旁白，因此她熟悉小說內容，且因認為小說的環保議題很有意義和迫切性而接拍該劇。約書亞·奧吉克指他沒有看過小說，希望以一個沒有偏見的角度來演繹角色。而木村拓哉是首次參演國際劇集，因對該劇以罕見的環保議題為題材感興趣而接拍，並為了拍攝該劇而特地學習英文。同年10月，該劇在釋出片花時一併公佈奧利維·麥蘇希和克拉斯·海佛-烏諾夫將會參演。

### 拍攝

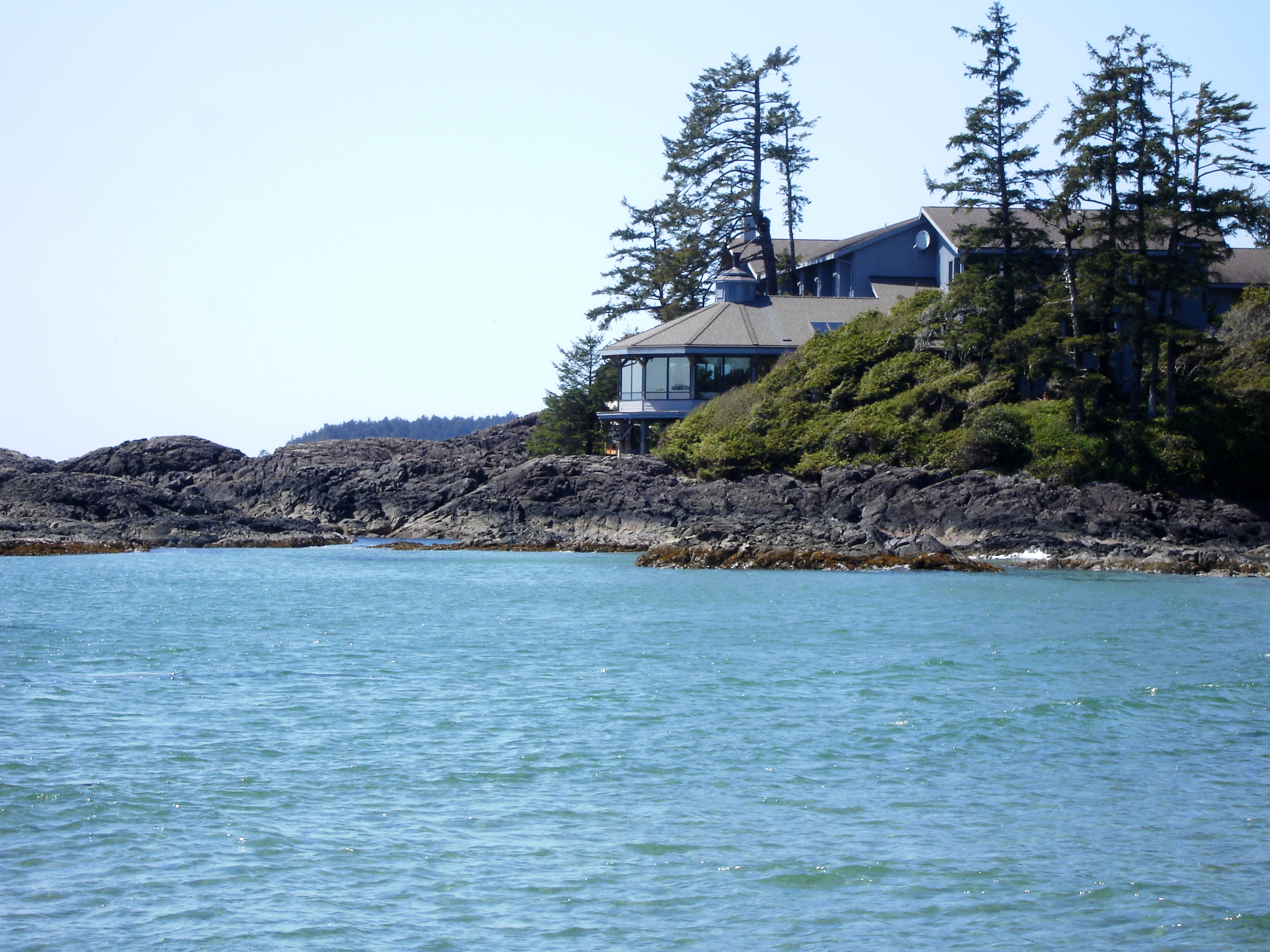
用作拍攝李奧和薩曼莎相遇的威卡寧尼什旅館，同時亦是法蘭克·薛慶撰寫《群》的地方

該劇的主體拍攝原定於2020年開始，但因遇上COVID-19疫情而押後一年，並於2021年6月7日在意大利開機。儘管該劇的背景設定於十四個不同國家，但大部份場景都只是在意大利拍攝。劇組於2021年夏季在普利亞、拉齊奧和威尼托大區取景，包括位於意大利最東部的蓬塔柏拉西亞燈塔，隨後移師到威尼斯、特拉尼和拉迪斯波利繼續拍攝。劇組亦曾到羅馬最大型的製片廠特爾布蒂納攝影廠（Tiburtina Studios）拍攝和錄音。於劇中出現的西班牙老昆布雷火山、挪威特隆赫姆、位於德國基爾的基爾亥姆霍茲海洋研究中心和秘魯沿海地區實際上都是在意大利取景。劇組隨後移師到比利時布魯塞爾拍攝，主要在當地的萊特攝影廠拍攝（Lite Studios）室內場景，該廠為斥資兩千三百萬歐元興建、全歐洲最大的水底攝影棚。拍攝團隊的第二組亦曾到挪威和加拿大温哥華和托菲諾取景，拍攝地點包括温哥華水族館、太平洋生物研究站、利時達酒店和威卡寧尼什旅館（Wickaninnish Inn），其中威卡寧尼什旅館是用作拍攝李奧和薩曼莎首次相遇的場景，現實中該旅館其實是法蘭克·薛慶撰寫原著小說《群》的地方。而劇中出現的多塞特角和日本東京都實際上亦是在温哥華取景。此外，劇組原定會到南非拍攝，但最終因疫情關係而取消。該劇最終於同年9月30日在布魯塞爾殺青，而第二組的拍攝工作於12月21日結束。

## 發行
該劇的首三集於2023年2月19日在第73屆柏林影展上首播，並於同年3月1日在德國電視二台正式公映。該劇的海外地區發行權由ZDF工作室和Beta Film持有和管理，而代理播映權則由共同開發該劇的義大利廣播電視公司、法國電視台、Viaplay Group（北歐）、Movistar（西班牙和拉丁美洲）、奧地利廣播集團、瑞士德語廣播電視和Hulu日本持有，並於同年3月各自在相應地區播映。2023年4月，該劇推出DVD和藍光光碟版本，其一至四集在發行後空降《明鏡》暢銷電視劇DVD榜冠軍，五至八集則排名第四。

## 評價與反響
《群》的整體評價褒貶不一。《Deadline Hollywood》將該劇列為2023年必看的六部外語影集之一，而且該劇吸引了不少年輕觀眾觀看，多次刷新德國和奧地利的最高收視率，每集在德國平均有超過一千萬累計觀看次數。但該劇同時亦引來不少批評。原著小說作者法蘭克·薛慶批評該劇在故事敍述上是「從根本上錯誤」，又形容該劇為「充滿廢話」且「與現今世界無關」，並將矛盾直指編劇杜爾格，批評他只是在劇中不斷加入他的想法而無視自己的意見，浪費了改編劇集的潛力。薛慶指原著中的主要劇情線是一名年老白人男子和比他年輕二十年的女子之間的愛情故事，但被劇組認為是不符合現代觀眾的價值觀；而杜爾格亦被薛慶批評不敢加入在小說中花了大量篇幅描述的中美政治角力，指杜爾格認為世界不應存在好國家和壞國家，而在氣候變化等全球問題面前亦不應在國際關係等政治問題上糾纏；薛慶諷刺創作團隊反而在劇中加入了日本企業和國際保護海洋議會等不合理，以及與現實社會狀況無關的故事線，更斥責劇組是在「拿觀眾當傻子」。此外，薛慶指該劇的演員陣容雖然不錯，表現令人印象深刻，但同時也令劇中描述的全球威脅變得不太明顯，亦淡化了時事背景和外來智慧生物的侵略陰謀，淪為一部升級版的驚慄片。《慕尼黑信使報》也引述部份網民批評該劇過度修改原著，例如花費大量篇幅描述角色的愛情和家庭生活，同時抱怨該劇缺乏懸念，劇情瑣碎和鋪墊不足，令人感到無聊。
《綜藝》的邁克·麥卡希爾（Mike McCahill）形容該劇的劇情「節奏流暢明快，適合刷劇」，雖然該劇與大部份災難片使用同一公式，而且劇組數度使用相同的「沉船」戲碼，顯得缺乏創意，但整體上仍能令觀眾覺得有趣和願意繼續追看，而高成本的製作亦能呈現出各種宏偉的自然奇觀。《DWDL》的托馬斯·呂克拉特（Thomas Lückerath）也有類似看法，他讚揚該劇花費大量成本設計在世界各地出現異常現象的畫面，雖然劇情背景在世界各地之間不斷切換，但仍能取得平衡，豐富了各個角色的塑造外，亦在首幾集形成了想令觀眾追看的吸引力，而且該劇的主題成功引起觀眾不安，自然界帶來的威脅在COVID-19疫情下顯得尤其真實，令觀眾會反思這個全球性議題。《Cineuropa》的卡特琳·比奇勒（Katrin Büchler）認為劇組在改編於2004年撰寫的原著小說時沒有與時並進，在該劇加入現代元素，例如社交媒體在末日時所帶來的影響，並很大程度上依賴COVID-19疫情來令人理解該劇所形塑的自然災難。她又指該劇的節奏偏慢，不過若是在鋪墊後續季數的話則尚可接受。《衛報》的凡妮莎·索普（Vanessa Thorpe）則將該劇與同樣以威脅全球的自然災難為主題的2023年劇集《最後生還者》和《鑽油平台危機》作比較，認為這類講述生態危機的作品能讓觀眾面對和反思人類破壞大自然而造成的後果。《每日新聞報》的約阿希姆·凱普納為該劇對原著的修改辯護，認為該劇加深對角色的描述和多元的演出陣容確實會破壞書迷對小說內容的想像，但小說和影視本身就是相差甚遠的媒介，該劇雖未能複刻小說充滿史詩感的世界觀，但仍能帶出令人類反思破壞自然而造成惡果的主要訊息；但《TV Spielfilm》的邁克爾·希爾（Michael Hille）則同意對該劇的批評，他認為雖然演員的演出表現令人敬佩，但創作團隊在改編時過份想令角色人性化，令劇中所有專業人士都看起來像小孩子，同時又加入了大量不必要的愛情戲，分散了觀眾對劇中自然威脅的注意力和造成的壓迫感，甚至形容觀眾無法從眾多劇情線和角色中找到令人同情的角色和緊張的時刻。希爾也坦言該劇的視覺效果令人驚歎，但在劇情無法引起觀眾興趣時，花上四千萬歐元的特效並無任何意義。

## 外部連結
- 官方网站
- 爛番茄上《群》的資料（英文）
- 互联网电影数据库（IMDb）上《群》的资料（英文）
- 豆瓣电影上《群》的資料 （简体中文）